# اچ‌دی ۲۱۴۴۷
اچ‌دی ۲۱۴۴۷ یک ستاره است که در صورت فلکی زرافه قرار دارد.